# Infecție a tractului respirator inferior
Infecțiile tractului respirator inferior (ITRI) se referă la infecții localizare în partea inferioară a căilor aeriene, precum este pneumoniași alte tipuri de infecții, inclusiv abcesul pulmonar și bronșita acută. Simptomele includ dificultățile de respirație, slăbiciune, febră, tuse și oboseală. O radiografie toracică de rutină nu este întotdeauna necesară pentru persoanele care au simptome ale unei infecții ale tractului respirator inferior. 
Antibioticele sunt tratamentul de primă linie pentru pneumonie; cu toate acestea, ele nu sunt nici eficiente și nici indicate pentru infecții parazitare sau virale. Bronșita acută este în general o boală autolimitantă și se rezolvă de la sine în timp.
În 2015 au fost aproximativ 291 de milioane de cazuri.  Acestea au fost cauza a 2,74 milioane de decese, în scădere față de 3,4 milioane de decese în 1990.  Acesta a reprezentat 4,8% din toate decesele în anul 2013.